# 10802 Масаміфуруя
10802 Масаміфуруя (10802 Masamifuruya) — астероїд головного поясу, відкритий 28 жовтня 1992 року.
Тіссеранів параметр щодо Юпітера — 3,320.